# Jean-Claude Ndoli
Jean-Claude Ndoli, né le 7 septembre 1986, est un footballeur rwandais évoluant actuellement au poste de gardien de but à l'APR FC .

## Palmarès
- Champion du Rwanda en 2006, 2007, 2009, 2010, 2011, 2012 et 2014 avec l'APR FC
- Vainqueur de la Coupe du Rwanda en 2006, 2007, 2008, 2010, 2011 et 2012 avec l'APR FC
- Vainqueur de la Coupe Kagame inter-club en 2007 et 2010 avec l'APR FC